# Clayton Mordaunt Cracherode
Clayton Mordaunt Cracherode (Taplow, 1730 - Londres, 1799) est un collectionneur d'art britannique, spécialisé dans les estampes de vieux maître et les livres anciens, et bienfaiteur majeur du British Museum.

## Biographie

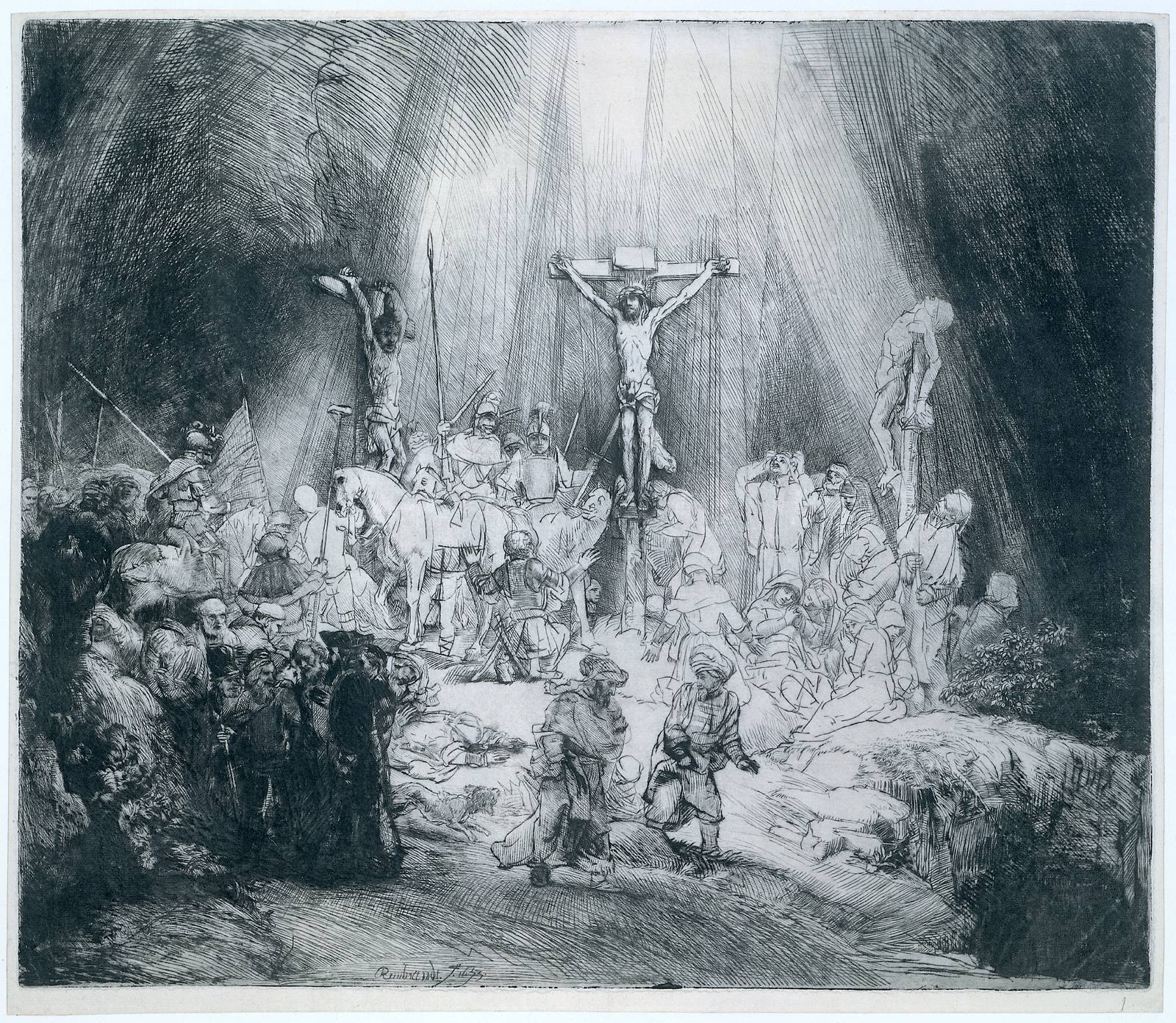
Les Trois Croix, estampe de Rembrandt (1653). Cracherode a possédé cinq exemplaires de cette estampe.

Son père, le colonel (puis général) Mordaunt Cracherode (en) avait commandé les marines pour le voyage autour du monde de George Anson et était devenu un propriétaire terrien aisé. Sa mère Mary est la fille de Thomas Morice, intendant des forces britanniques au Portugal, et sœur de William Morice, haut huissier de Westminster, qui s'était marié avec la fille aînée de l'évêque jacobite Francis Atterbury.
Clayton Cracherode est né à Taplow en Angleterre le 23 juin 1730.
Il étudie à la Westminster School à partir de 1742 puis au Christ Church college à partir de 1746 : « M. C. était peut-être l'homme le plus aimable qu'il y a eu à Christ Church en provenant de Westminster », dit sa nécrologie. Il obtient un B. A. en 1750 et un M. A. en 1763, conservant son statut du Christ Church jusqu'à sa mort.
Cracherode entre dans les ordres anglicans et devient curé un temps à Binsey, près d'Oxford, mais il ne poursuit pas davantage cette carrière. À la mort de son père en 1773, il hérite d'une fortune. Il devient membre de la Royal Society, de la Royal Society of Arts et de la Société des Dilettanti, et est élu en 1784 au conseil d'administration du British Museum.
Il meurt à Queen Square (Londres) le 5 avril 1799 et est enterré le 13 avril près de sa mère, dans le cloître est de l'abbaye de Westminster.
Selon sa nécrologie au Gentleman's Magazine (pratiquement la seule source sur sa personnalité, au-delà de ses collections), Cracherode n'aurait jamais chevauché un cheval, ce qui est notable pour quelqu'un de sa classe à l'époque : il a donc très peu voyagé : « le plus grand voyage de sa vie était de Londres à Oxford. »